# Empetring
Empetring is een bestuurslaag in het regentschap Aceh Besar van de provincie Atjeh, Indonesië. Empetring telt 486 inwoners (volkstelling 2010).